# 풋풋
《풋풋》(Putt-Putt)은 휴멍거스(Humongous)에서 개발한 어린이용 퍼즐 게임 시리즈이며, 이 게임 시리즈의 주인공의 이름이다. 이 시리즈는 휴멍거스가 개발한 휴멍거스 엔터테인먼트 최초의 게임 시리즈이다. 《풋풋의 동물원 구출작전》(Putt-Putt Saves the Zoo), 《풋풋과 펩의 점프 점프 대작전》(Putt-Putt and Pep's Dog on a Stick), Putt-Putt Enters the Race 등의 게임이 있다.